# 蒙特格里山

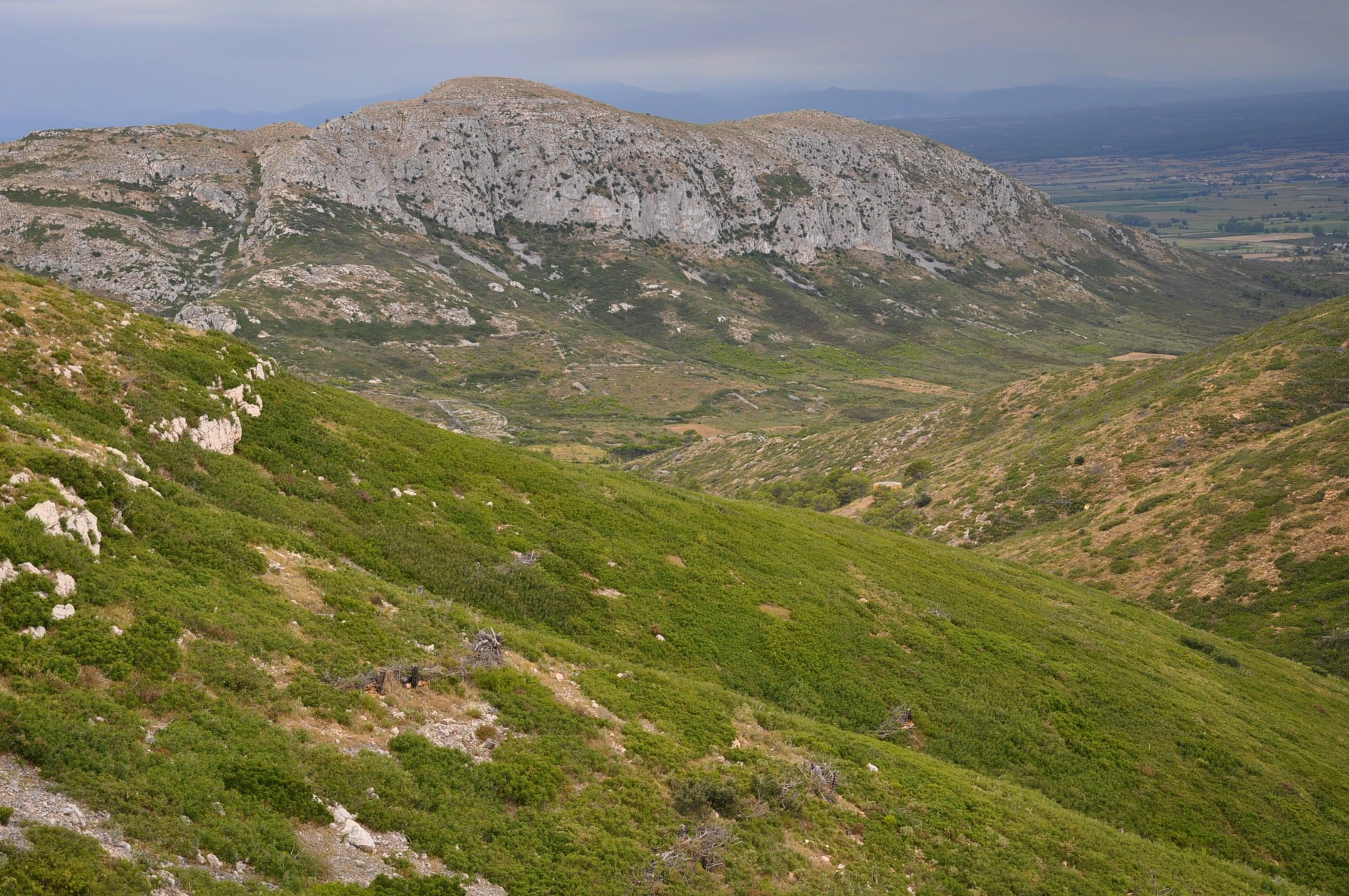

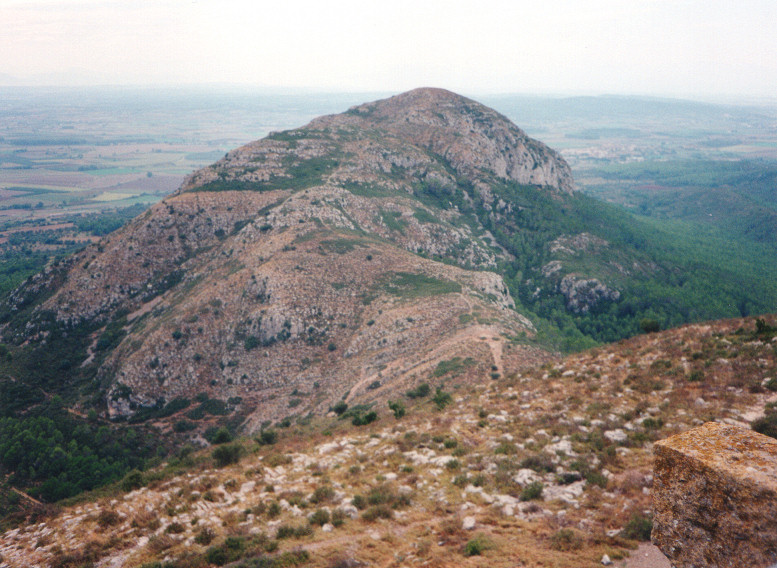

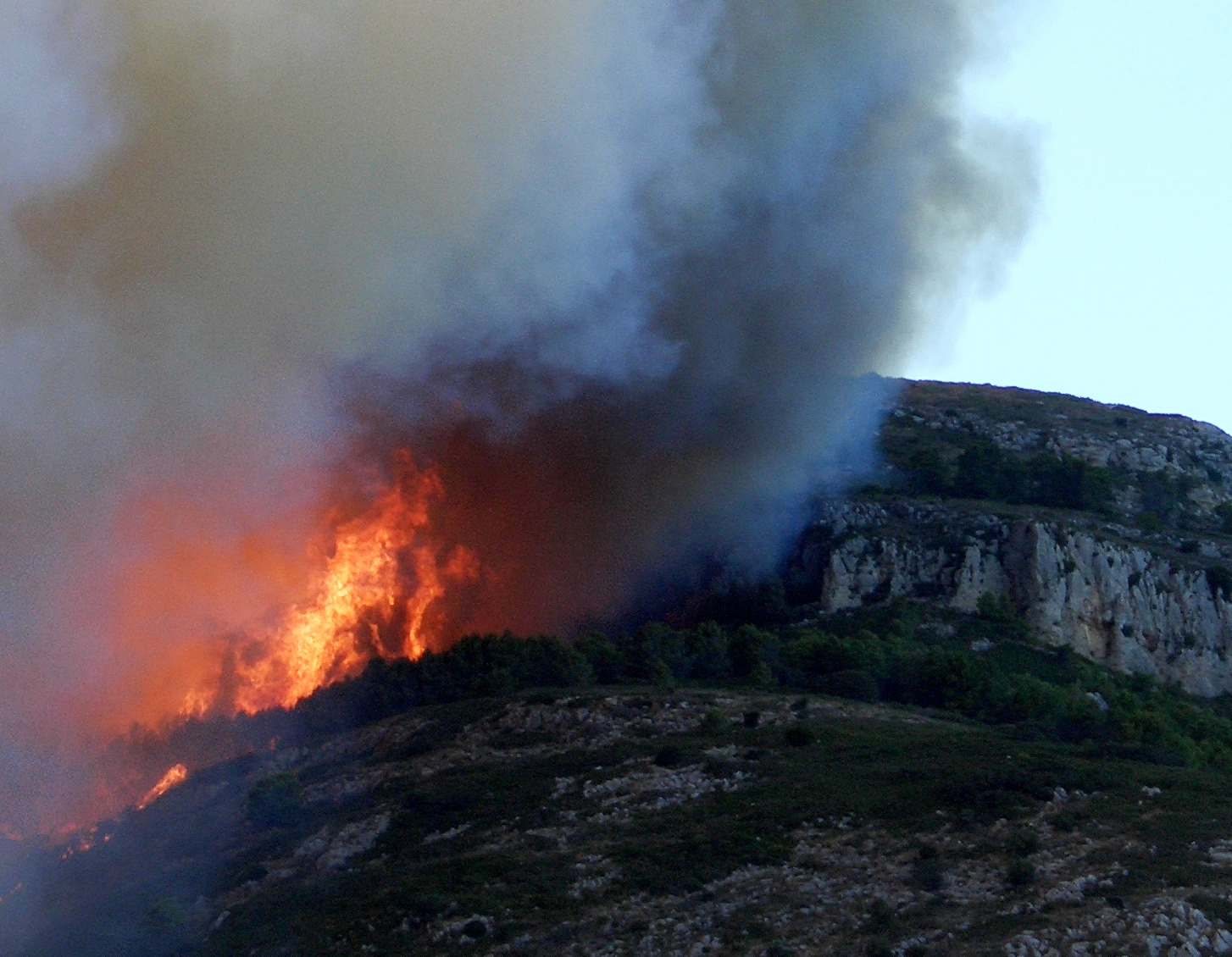

蒙特格里山，是西班牙的山峰，位於該國東北部加泰羅尼亞，處於特爾河北岸，屬於加泰羅尼亞海岸山脈的一部分，海拔高度311米。